# Systremma bullata
Systremma bullata är en svampart som först beskrevs av Elias Fries, och fick sitt nu gällande namn av Theiss. & Syd. 1915. Systremma bullata ingår i släktet Systremma och familjen Dothideaceae.   Inga underarter finns listade i Catalogue of Life.